# Chilocarpus
Chilocarpus es un género de fanerógamas de la familia Apocynaceae. Contiene 40 especies.
Es originario del sudeste de Asia, desde Indochina a Nueva Guinea.

## Taxonomía
El género fue descrito por Carl Ludwig Blume y publicado en Cat. Buitenzorg 22. 1823.

## Especies
| - Chilocarpus alyxifolius - Chilocarpus amboinensis - Chilocarpus anguineus - Chilocarpus atroviridis - Chilocarpus aurantiacus - Chilocarpus australis - Chilocarpus beccarianus - Chilocarpus brachyanthus - Chilocarpus cantleyi - Chilocarpus ceylanicus - Chilocarpus compositus - Chilocarpus conspicuous - Chilocarpus costatus - Chilocarpus cuneifolius - Chilocarpus cuspidatus - Chilocarpus decipiens - Chilocarpus densiflorus - Chilocarpus denudatus - Chilocarpus diepenhorstii - Chilocarpus embelioides | - Chilocarpus enervis - Chilocarpus globosus - Chilocarpus globuliferus - Chilocarpus gracilis - Chilocarpus kuchingensis - Chilocarpus leytensis - Chilocarpus maingayi - Chilocarpus malabaricus - Chilocarpus minutiflorus - Chilocarpus nigrescens - Chilocarpus obovatus - Chilocarpus obtusifolius - Chilocarpus rostratus - Chilocarpus steenisianus - Chilocarpus suaveolens - Chilocarpus sunainaianus - Chilocarpus torulosus - Chilocarpus tuberculatus - Chilocarpus vernicosus - Chilocarpus viridis |